# Thành cổ Ninh Bình

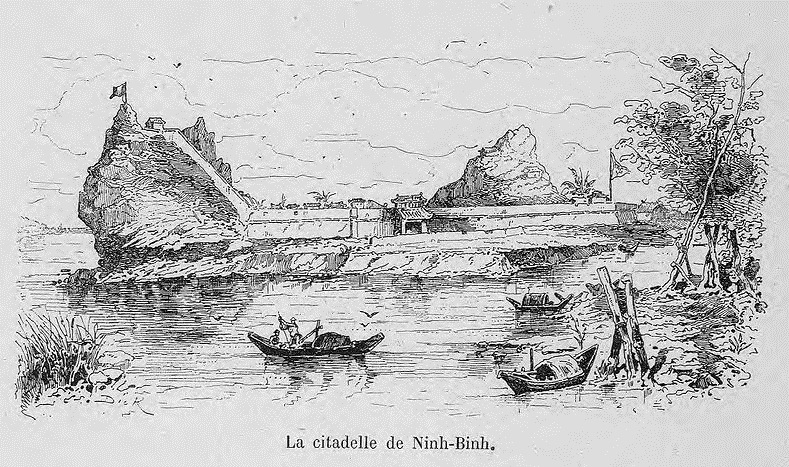
Tranh vẽ Thành cổ Ninh Bình năm 1888 bởi Dick de Lonlay với núi Non Nước ở bên trái

Thành cổ Ninh Bình hay thành Ninh Bình là một thành lũy, pháo đài quân sự được xây dựng dưới thời nhà Nguyễn tại tỉnh Ninh Bình, Việt Nam. Vị trí thành cổ Ninh Bình ngày nay phần lớn là khu vực Công viên Thúy Sơn và khu danh thắng Núi Non Nước, phường Hoa Lư (trước đây là phường Thanh Bình, thành phố Ninh Bình), tỉnh Ninh Bình. Thành cổ Ninh Bình và vùng đất tiền thân của nó đã từng là trung tâm, lị sở của trấn Sơn Nam, rồi tỉnh Ninh Bình qua nhiều năm, sau khi Lý Thái Tổ dời đô từ thành Hoa Lư ra thành Đại La năm 1010.

## Lịch sử
Vùng đất chân núi Non Nước xưa là bến sông Vân Sàng, nơi đây vào năm 980, Dương Vân Nga đã trao áo long bào cho Lê Hoàn, suy tôn ông lên ngôi hoàng đế lập ra triều Tiền Lê và tiễn đưa ông hành quân đi đánh quân Tống xâm lược. Năm 1091, trên đỉnh núi Non Nước, nhà Lý cho xây Tháp Linh Tế. Khu vực bến Vân Sàng nơi ngã ba sông Vân – sông Đáy là Phúc Thành Hải cảng dưới các triều Lý - Trần. Dưới thời Trần, Trương Hán Siêu đã cho khắc bài "Dục Thúy Sơn linh tế tháp ký" lên sườn núi bên phải lối đi và đặt tên núi Dục Thúy.
Thời Lê sơ, khi Thừa tuyên Sơn Nam đổi làm Trấn Sơn Nam, vùng đất Vân Sàng này được chọn làm trấn lị, thủ phủ của trấn Sơn Nam rộng lớn. Thời Lê Trung hưng, khi triều đình đem hai phủ Trường Yên và Thiên Quan nhập vào đất Thanh Hoa ngoại, vùng này thuộc làng Đại Đăng, trấn lị Vân Sàng của Thanh Hoa ngoại trấn, sau là đất kho của nhà Lê, có trồng tre, trúc bao quanh. Vua Lê Hiển Tông cũng dựng Ly Cung ở núi để phòng khi vua chúa đi tuần hành lên núi. Khi kéo quân ra Bắc tiêu diệt quân Thanh, Nguyễn Huệ cũng đã đặt tổng hành dinh ở dưới chân núi Dục Thuý. Đầu thời Nguyễn, triều đình đổi Thanh Hoa ngoại trấn làm đạo Thanh Bình, đến năm 1822 thời Minh Mạng đổi làm đạo Ninh Bình, và năm 1823, Minh Mạng đã cùng các quan lại bàn về việc xây thành Ninh Bình. Một năm sau, vào năm 1824, ở vùng đất dưới chân núi Dục Thúy, nhà Nguyễn đã cho xây tỉnh thành Ninh Bình bằng gạch kề ngay vào núi, lấy núi làm một phần góc thành về phía hai bờ sông Đáy và sông Vân. Theo Đại Nam thực lục, triều đình "lấy 2.000 người lính cơ Ngũ kinh làm việc, hằng tháng cho lương tiền, cùng các món ân tứ theo như lệ đắp thành Quảng Bình". Năm 1833, trong cuộc nổi dậy Lê Duy Lương, thành bị quân khởi nghĩa vây hãm. Năm Thiệu Trị thứ hai (1842) vua cho đắp nữ tường và dựng xưởng súng trên núi.

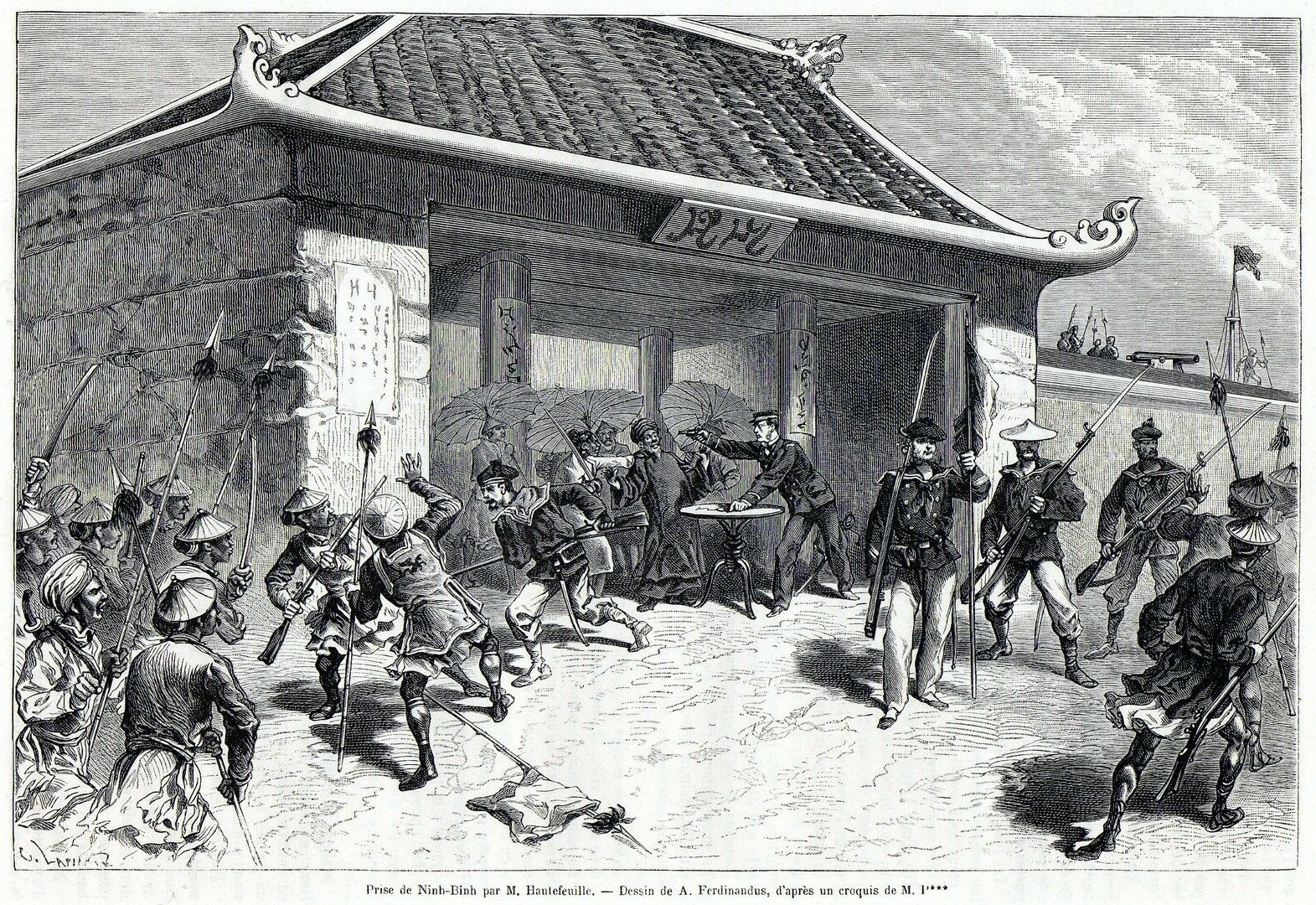
Pháp chiếm thành Ninh Bình ngày 5 tháng 12 năm 1873

Thành Ninh Bình trở thành lị sở của tỉnh Ninh Bình. Ngày 5 tháng 12 năm 1873, Pháp chiếm thành Ninh Bình chỉ với 8 quân (gồm viên sĩ quan Hautefeuille, sáu thủy thủ và một thợ máy người An Nam), và cắm cờ lên kỳ đài thành trên đỉnh Núi Non Nước, dù trong thành có 1.700 lính phòng thủ.  Lính triều đình trong thành lập tức bị lệnh rút khỏi thành không được mang theo vũ khí, và họ đã tuân theo. Số lượng vũ khí thu được rất lớn: 46 khẩu đại bác, hàng chục khẩu súng xoay, hàng trăm khẩu súng trường, hàng ngàn giáo mác và một lượng lớn thuốc súng. Trong hầm thành, Hautefeuille cũng phát hiện một số lượng rất lớn tiền đồng xâu chuỗi. Ông nhanh chóng bắt đầu điều hành tỉnh và bổ nhiệm quan lại mới.
Thời Pháp thuộc, quanh khu vực thành Ninh Bình người Pháp cho xây các công trình khác như dinh quan công, cầu Chà Là, phố Nhà Thờ, phố Cầu Lim, phố Cha Sáu, phố Giá Nứa..., biến Ninh Bình thành trung tâm giao thương sầm uất, góp phần quan trọng vào đời sống kinh tế, văn hóa xã hội của người dân địa phương và các tỉnh lân cận như Nam Định, Hà Nam, Thanh Hóa... Ngày 7 tháng 11 năm 1929, Lương Văn Tụy và Nguyễn Văn Hoan vượt các đồn bốt Pháp xây dựng quanh thành và cắm cờ đỏ búa liềm lên kỳ đài đỉnh núi Non Nước nhân kỷ niệm Cách mạng tháng Mười Nga, gây chấn động chính quyền Đông Dương.
Ngày 20 tháng 8 năm 1945, thành Ninh Bình đã bị Việt Minh chiếm đóng trong Cách mạng Tháng Tám. Tại đây, ngày 25 tháng 8 năm 1945, chính quyền mới của tỉnh Ninh Bình ra mắt quốc dân. Trong chiến tranh Đông Dương, thực hiện chủ trương tiêu thổ kháng chiến, thành Ninh Bình và nhiều công trình khác đã bị người dân phá hủy.

## Kiến trúc

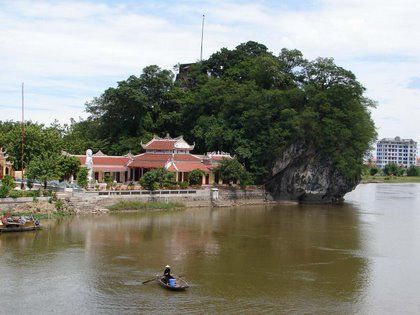
Núi chùa Non Nước bên sông Đáy ngày nay, vị trí này là góc thành Ninh Bình xưa (chụp từ trên cầu Ninh Bình)

Thành tỉnh Ninh Bình được xây dựng bằng gạch. Chu vi 393 trượng, 9 thước; tường thành cao 9 thước. Mặt sau thành dựa vào núi để làm thành, trùng xuống là sông lớn, chu vi mặt thành tính cả ụ thành là 383 trượng 6 thước, ụ thành cao 1 thước 9 tấc, gồm 70 lỗ bắn và hốc đặt pháo; ụ thành trên đỉnh Núi Non Nước chu vi 13 trượng 8 thước 9 tấc. Thành có ba cửa ở phía Đông, Tây, Nam. Bên ngoài thành, phía trước (phía nam thành/Cửa Nam/Cửa Trung) và bên trái (cửa Tả/cửa Đông), đều có hào rộng 4 trượng, sâu 8 thước. phía sau (núi Thúy ở phía Bắc) và bên phải (cửa Hữu ở phía Tây) có sông (tức sông Vân Sàng và sông Đáy) làm hào tự nhiên. Trong thành, trung tâm là Nha môn quan lãnh binh; lại có cả nhà ngục để giam giữ những kẻ phạm tội. Ngoài ra còn có chùa Non Nước (Sơn Thuỷ tự), đền Tam Tòa; có cúc thượng tiên. Sau lưng có núi Cánh Diều án. Theo Trương Vĩnh Ký (1876) thì "thành coi nguy nga đẹp đẽ lắm".
Vì núi Non Nước được lấy làm một phần góc thành Ninh Bình nên ngọn núi này còn có tên "Hộ Thành sơn". Năm 1842, Thiệu Trị cho xây tường bao quanh và đắp ụ tường và chỗ đặt pháo ở trên núi, đóng cọc rào bờ sông để giữ chân thành. Núi Hồi Hạc nằm ở phía hữu trong thành. Thời Pháp thuộc, Nghinh (Nghênh) Phong Các trên đỉnh Núi Non Nước, vị trí là ụ thành Ninh Bình thời Nguyễn, được trưng dụng làm trại lính. Sau này, năm 1961, Nghênh Phong Các được nhà nước Việt Nam xây dựng lại.
Vị trí Thành cổ Ninh Bình ngày nay phần lớn nằm trên khu vực Công viên Thúy Sơn trên địa bàn phường Vân Giang, thành phố Hoa Lư, tỉnh Ninh Bình. Tuy nhiên, các dấu tích thành hiện nay hầu như không còn.